# 任良弼
任良弼（1462年—？年），字廷贊，山西汾州平遙縣人，明朝政治人物。

## 生平
山西鄉試第三名舉人。弘治六年（1493年）中式癸丑科會試第八十八名，三甲第六十名進士。改翰林院庶吉士，八年十月授刑科给事中，进刑科右，十五年十二月升户科左，十六年九月查盘内府甲字等庫，十七年正月調吏科左，六月升吏科都给事中。弹劾不避权贵，正德二年（1507年）二月升通政司左参议。因忤權閹劉瑾，以封奏不謹，三年五月降补江西建昌府通判。此後，刘瑾矫诏将其打入刑狱，发配辽阳三萬衛。刘瑾伏誅，起为通政使司右参议，七年六月进左參議，八年九月升右通政。居官以清節聞名。

## 家族
曾祖任皛；祖父任義，鞏縣知縣；父任惠，前母張氏；母范氏；繼母冀氏。重庆下。兄任良才（江阴知县）。

## 詩作
- 歌詠周卿士將臺

山城周室六军台，世远星移紫雾埋。
将垒四围无铁马，女墙半落有苍苔。
殿廊重建人安在？草木成林鸟复来。
从今谁主争雄地？明月清风任往回。